# Colosse de Rhodes
Pour les articles homonymes, voir Colosse de Rhodes (homonymie).
Le colosse de Rhodes est une statue monumentale en bronze de 32 m de haut, du Titan Hélios (le dieu du Soleil de la mythologie grecque) œuvre d'art hellénistique du sculpteur Rhodien Charès de Lindos du IIIe siècle av. J.-C. Monument d'art entièrement disparu de l'époque hellénistique, le colosse de Rhodes (des îles grecques) est la sixième des Sept Merveilles du monde de l'Antiquité.

## Description
Monument à la mémoire de la victoire héroïque des Rhodiens face au roi Démétrios Ier Poliorcète, durant le siège de Rhodes (305 à 304 av. J.-C.), à l'époque hellénistique de la succession d'Alexandre le Grand, le colosse aurait été érigé vers 292 av. J.-C à l'entrée du vieux-port de Rhodes (ville), à l'effigie du dieu tutélaire de la cité. À l'image du phare d'Alexandrie (de 135 m de hauteur) de la même époque, il indique l'entrée du vieux port maritime de Rhodes à plusieurs milles nautiques au large. 
Philippe de Thessalonique cite dans Anthologie grecque (livre IV, épigramme 171) « Je suis le Colosse de Rhodes, image du Soleil, dressé sur les flots. Soixante-dix coudées est ma hauteur ; j’ai mis cent ans à tomber, mais même à terre, je suis encore un prodige. ».

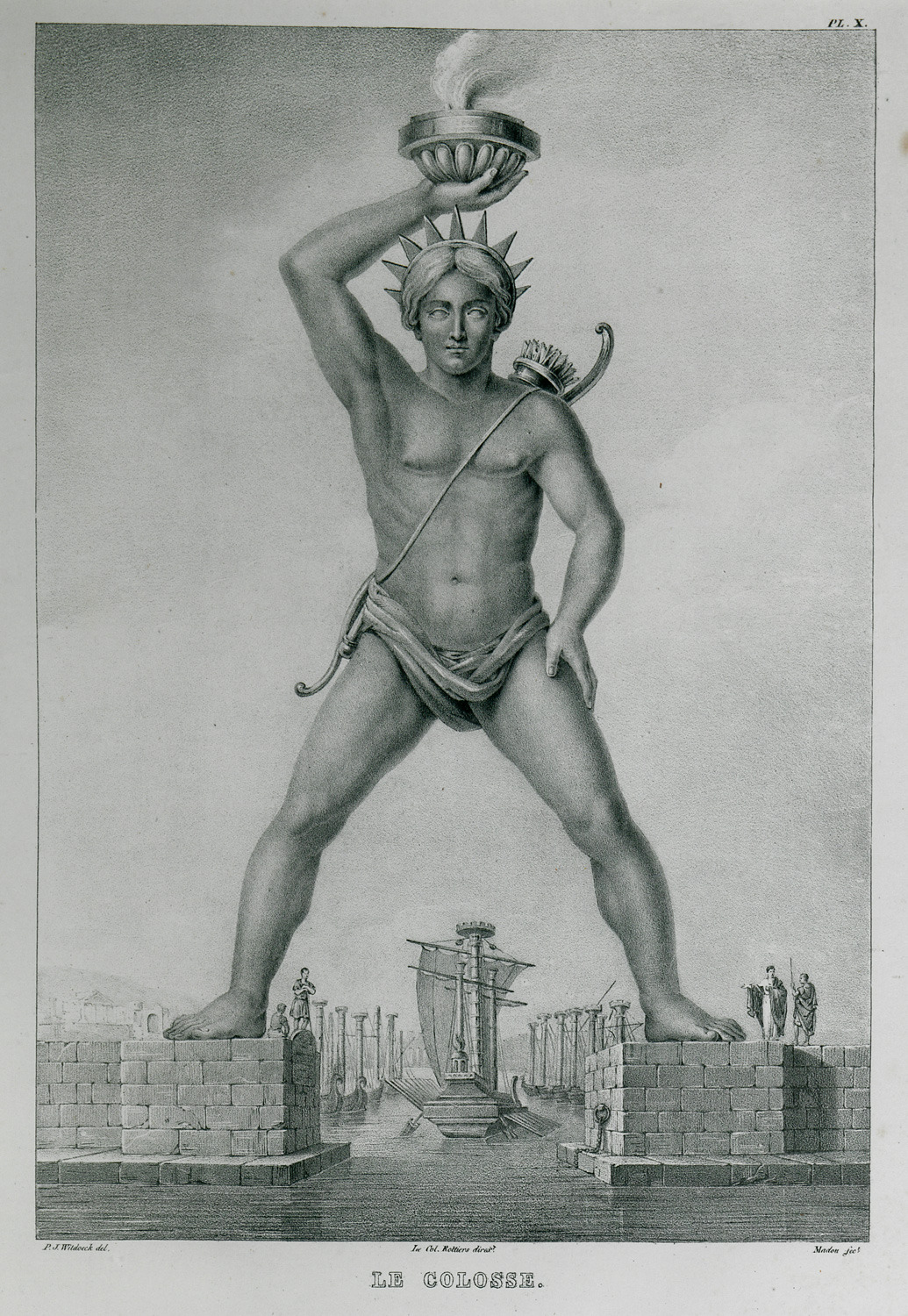
Vue d'artiste par Bernard Eugène Antoine Rottiers (1828).

Pline l'Ancien décrit la statue monumentale dans son œuvre Histoire naturelle de 77 « Le plus admiré de tous les colosses était celui du Soleil qui fut trouvé à Rhodes, œuvre de Charès de Lindos, disciple de Lysippe. Il mesurait 70 coudées (environ 32 m) de haut. Cette statue, tombée au sol après soixante-six ans à cause d'un tremblement de terre, même si elle est au sol, reste un spectacle merveilleux. Peu de gens peuvent embrasser son pouce, et ses doigts sont plus grands que ceux de nombreuses autres statues dans leur intégralité. De vastes cavités s'ouvrent dans les membres brisés. À l'intérieur, on peut voir de grosses pierres, dont le poids avait servi à consolider le colosse lors de sa construction. On dit qu'elle fut construite en douze ans et au prix de 300 talents obtenus de la vente du matériel abandonné par le roi Démétrius lorsque, las de sa prolongation, il leva le siège de Rhodes. Dans la même ville, il y a cent autres colosses plus petits que celui-ci, mais de nature à rendre célèbre tout lieu où l'on en aurait trouvé un seul.»
Le colosse est renversé 66 ans plus tard par le tremblement de terre de Rhodes de -226 (en). Cassé au niveau des genoux, il s'effondre et tombe en morceaux. La statue brisée reste sur place jusqu'en 654, date de son démantèlement définitif. Il ne reste plus à ce jour le moindre vestige ni représentation d'origine du colosse, hormis quelques « vues d'artiste » d'époques ultérieures (liste d'œuvres artistiques perdues).

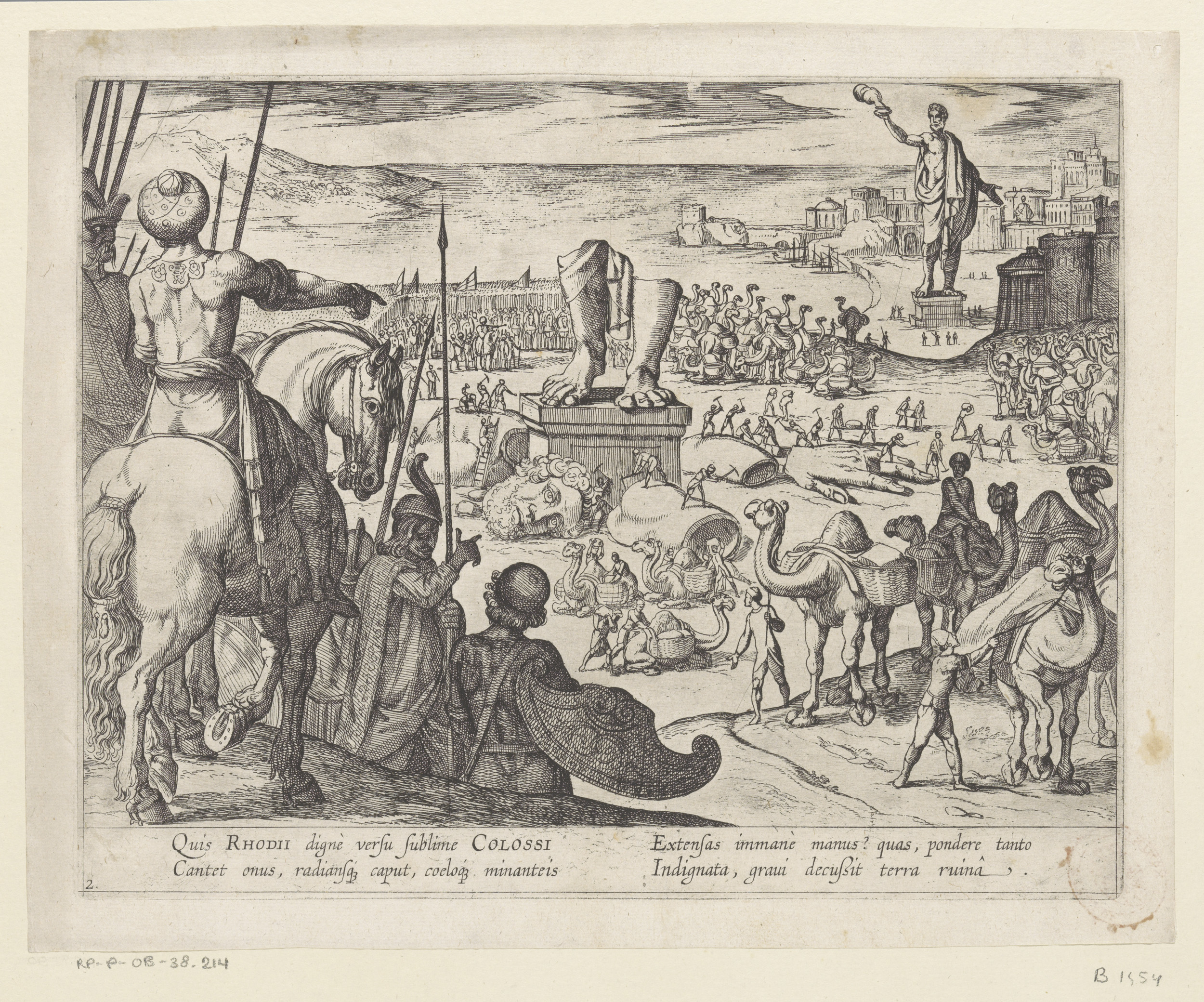
Estampe du démantèlement des vestiges, d'Antonio Tempesta (1608).

## Étymologie et dénominations

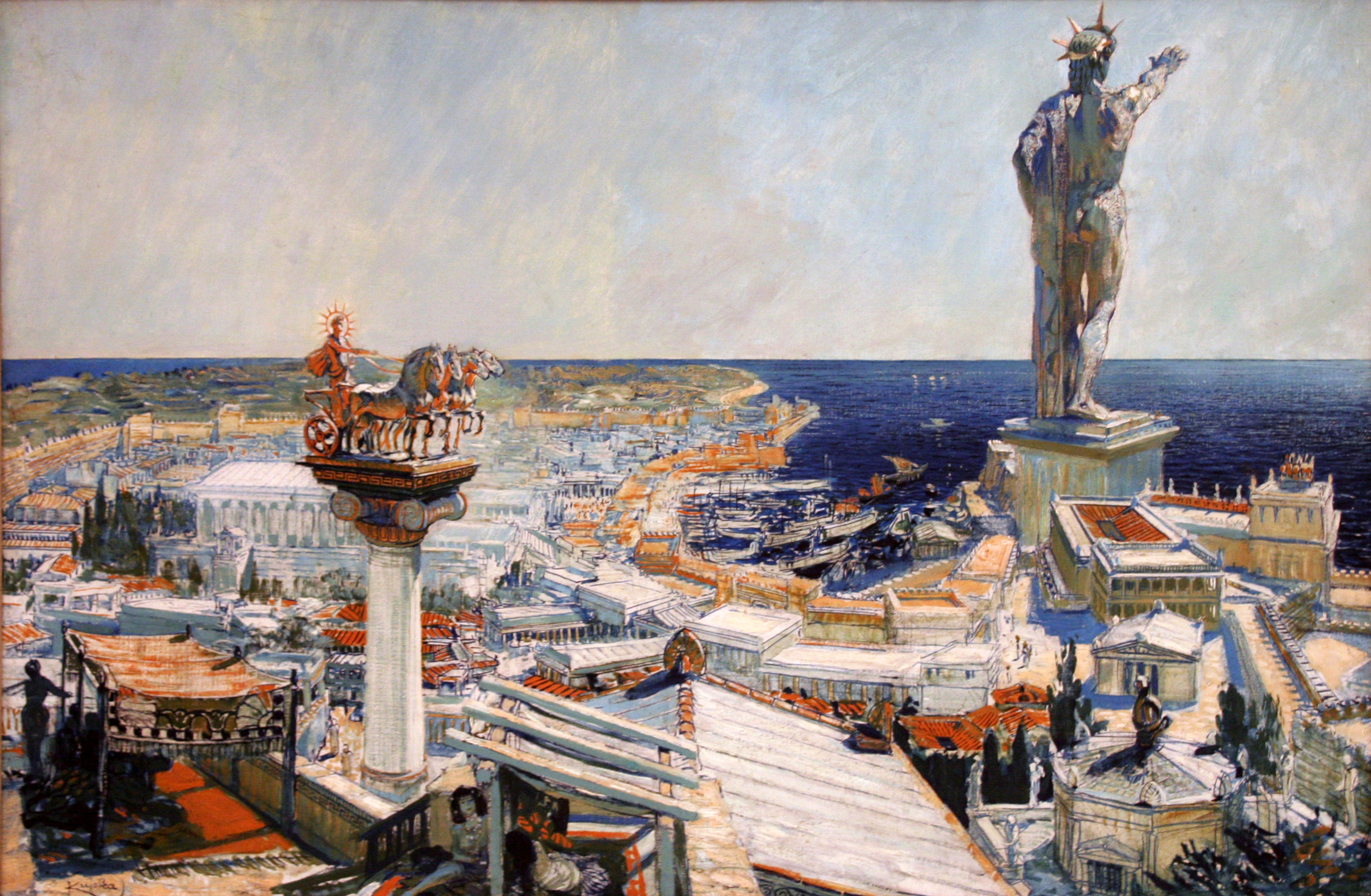
Vue d'artiste du Colosse de Rhodes, sur l'emplacement de la forteresse Saint-Nicolas de Rhodes (ville).

Le mot « colosse » vient du grec ancien κολοσσός / kolossós, puis de son adaptation en latin, colossus. Ce terme est originaire de l'ouest de l'Asie Mineure, peut-être de la Phrygie. À l'origine, il désigne une simple statue anthropomorphe mais sans précision sur ses dimensions. La modification sémantique est apparue ensuite dans la langue dorienne et a conservé son sens depuis lors.
Dans la Grèce antique, le colosse de Rhodes a plusieurs appellations ὁ Ἥλιος Ῥόδιος / ho Hélios Rhódios (« l'Hélios rhodien »), ὁ κολοσσὸς Ῥόδιος / ho kolossòs Rhódios (« le colosse rhodien ») ou encore ὁ ἐν Ῥόδῳ κολοσσός / ho en Rhodô kolossós (« le colosse de Rhodes »). En latin, il est appelé Colossus Solis Rhodi ou Solis Colossus Rhodi (« colosse du Soleil de Rhodes »).

## Historique

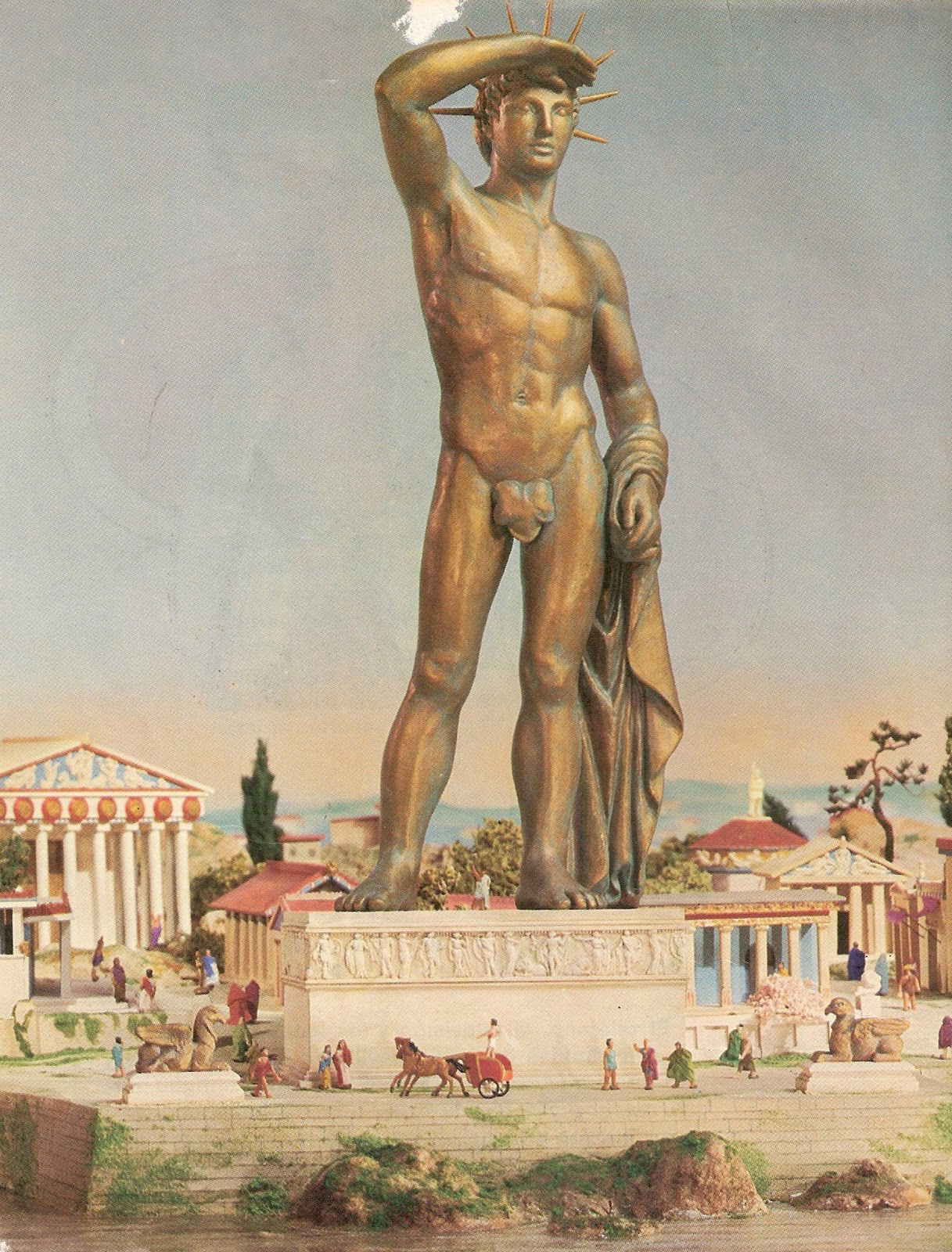
Vue d'artiste du Colosse.

### Construction

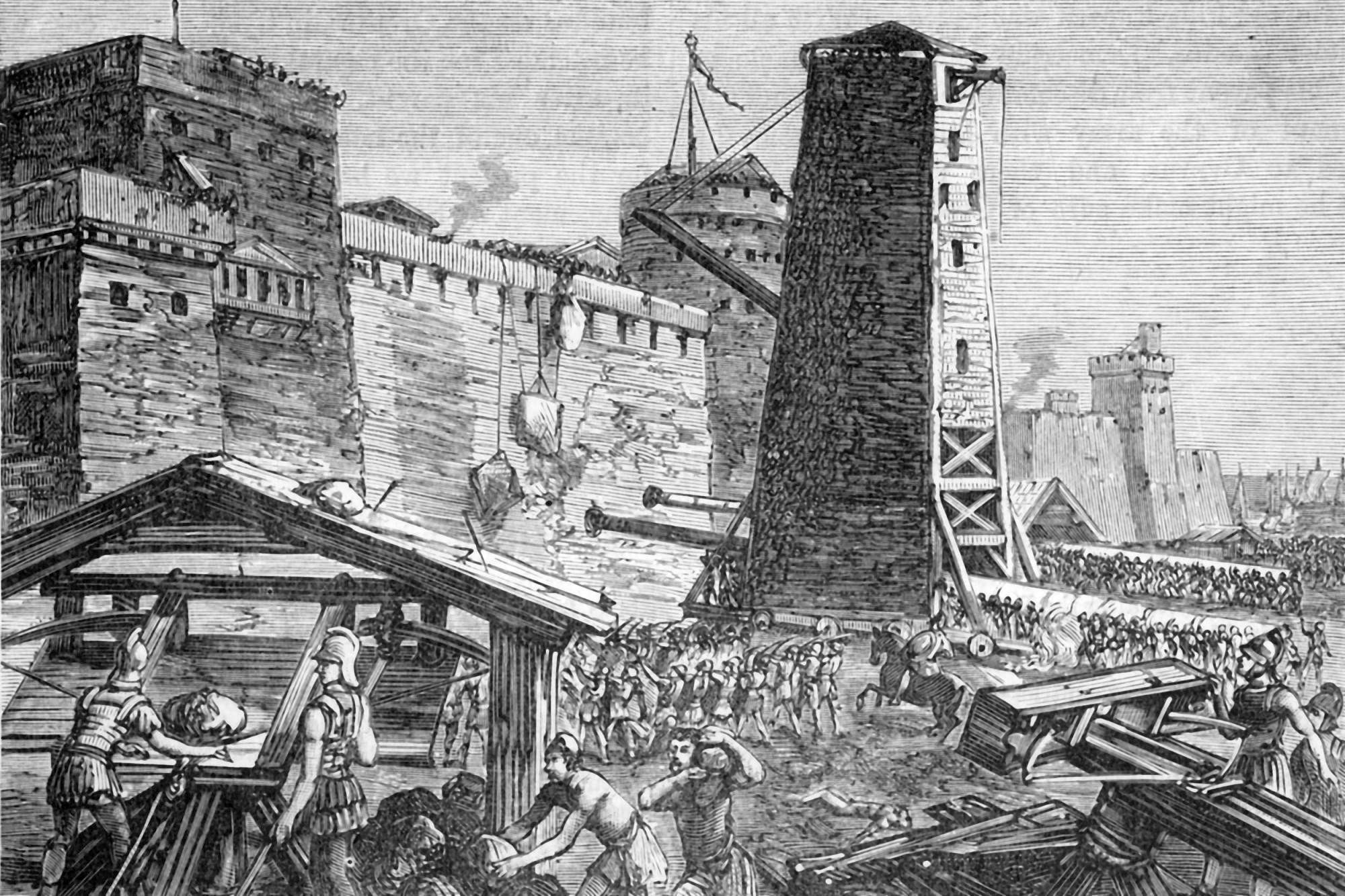
Hélépole du siège de Rhodes (305 av. J.-C.).

La construction a été longue et laborieuse. Inspiré de la statue chryséléphantine de Zeus à Olympie (d'environ 12 m de haut) de 436 av. J.-C., et des hélépoles du siège de Rhodes, dont il reprend des matériaux, le colosse est intégralement constitué de bois et de bronze. Il a d'abord fallu constituer une âme en bois. Le « squelette » mis en place, la structure a été recouverte avec d'immenses plaques de bronze. La fonderie de l'île ne suffisant pas à assumer les besoins d'une telle entreprise, du bronze a été importé en grande quantité. D'après Philon de Byzance, un ingénieur du IIe siècle av. J.-C., la construction aurait requis dix à treize tonnes de bronze. Le financement pour payer le bronze importé a été tiré de la revente des armements abandonnés par l'armée de Démétrios Ier Poliorcète lors du siège de Rhodes.

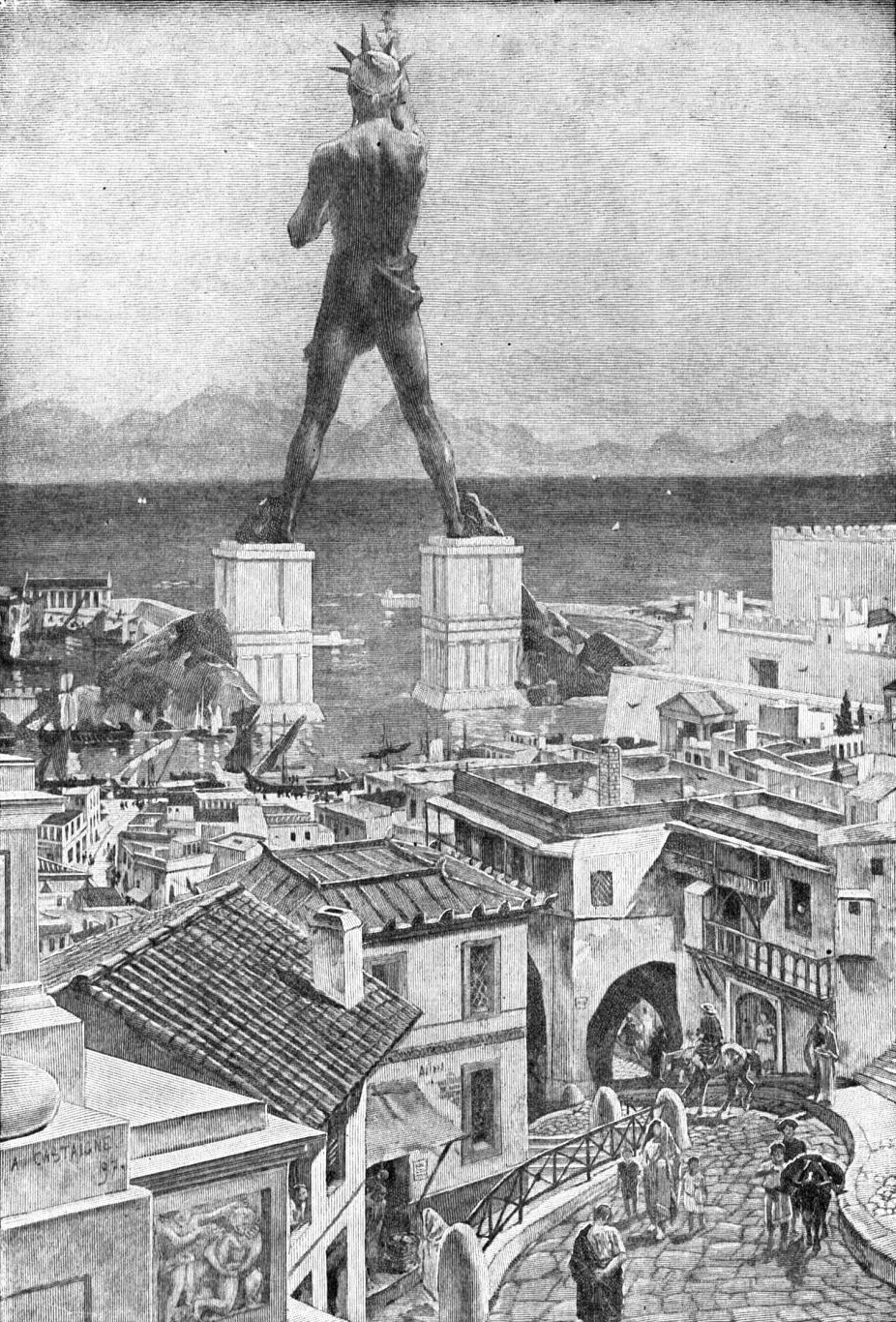
Vue d'artiste du Book of Knowledge (1911).

Le fait que la statue soit en bois et recouverte de bronze et qu'elle surplombe l'entrée du port, divise certains experts et historiens. En effet, il est difficile d'imaginer qu'une œuvre d'un tel poids repose uniquement sur un squelette en bois. Elle est lestée de pierres, et construire une statue d'une pareille taille est très complexe. C'est cette prouesse technique qui lui a valu sa place dans la fameuse liste des Sept Merveilles du monde.

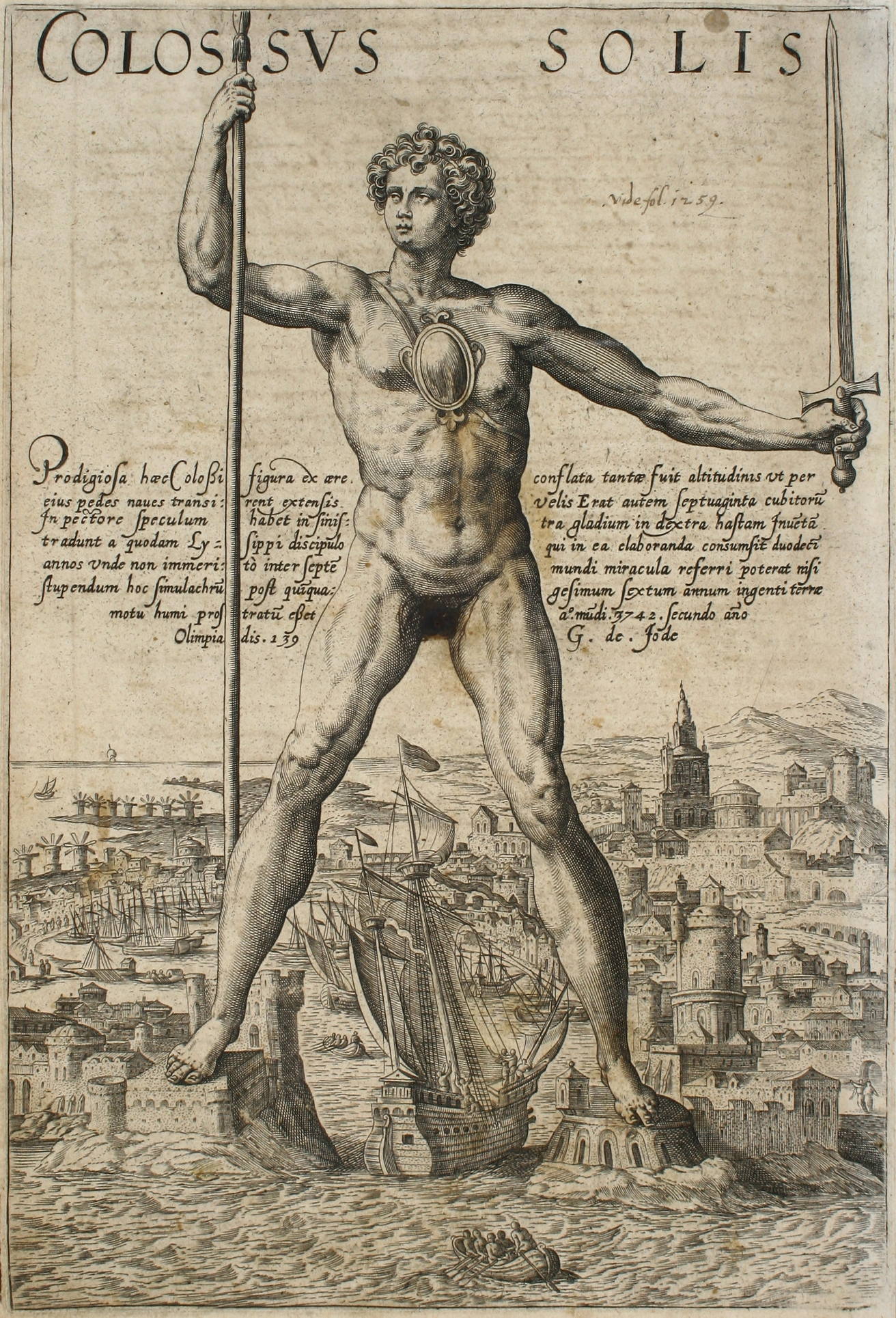
Une gravure réalisée par Gerard de Jode, vers 1580.

### Destruction
Le colosse est mis à bas par le tremblement de terre de Rhodes de -226 (en). Techniquement, le tremblement de terre exerce une torsion sur les genoux de la statue (liste de défaillances structurelles et d'effondrements). L'amoncellement de bois et de bronze ainsi constitué par l'écroulement de la statue est, dans un premier temps, laissé sur place car un oracle aurait défendu aux habitants de redresser la statue. D'après la Chronique de Michel le Syrien, le colosse est définitivement détruit vers 654, par une expédition arabe, sous le commandement de Muʿawiya Ier, lieutenant du calife Othmân ibn Affân, qui emporte les vingt tonnes qui restent du colosse (treize tonnes de bronze et sept tonnes de fer), pour les vendre à un marchand juif d'Émèse.
Le colosse de Rhodes est la merveille du monde qui a eu la durée d'existence la plus courte : à peine 65 ans. 

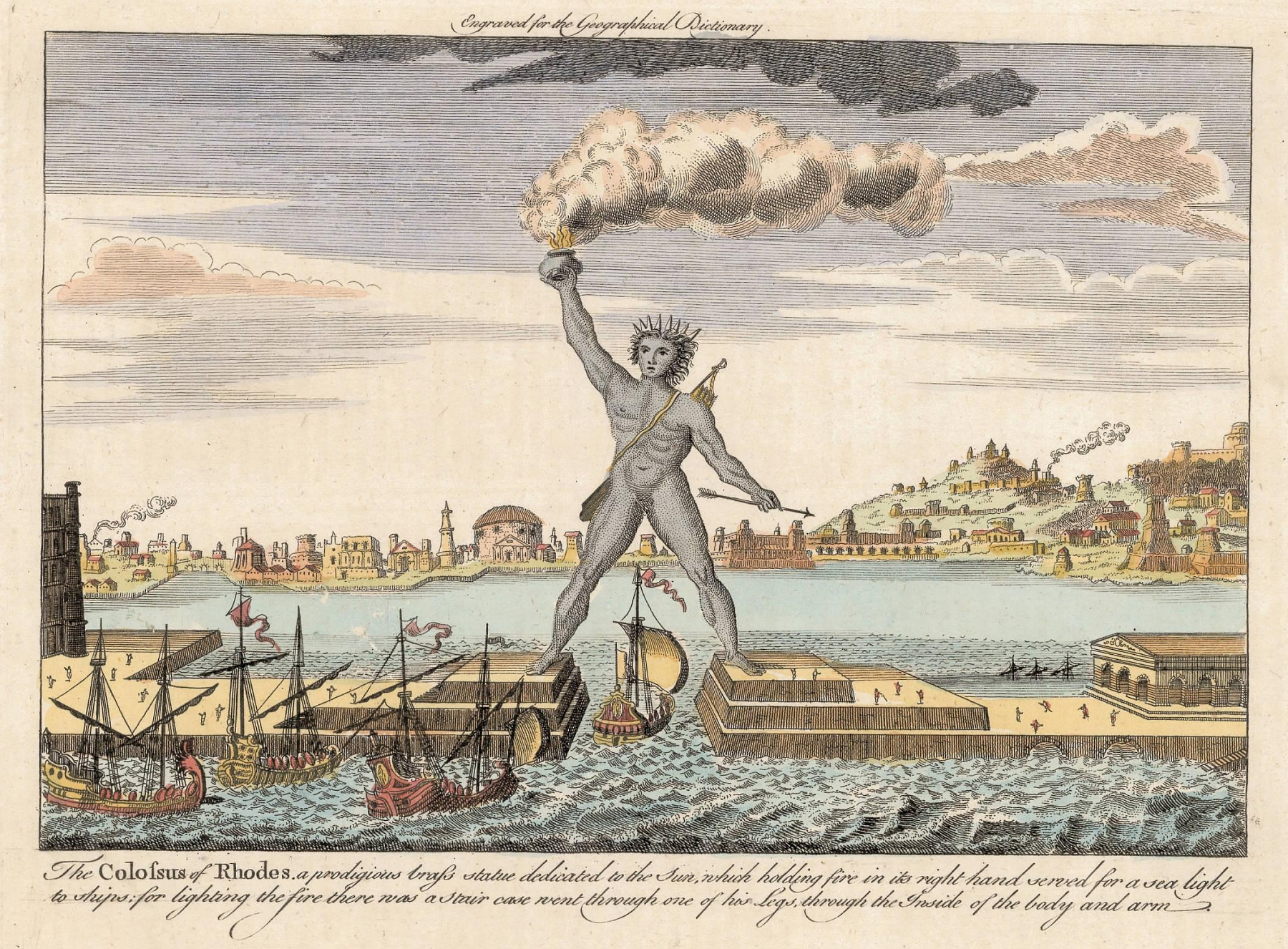
Gravure dans un dictionnaire de géographie (New Geographical Dictionary) représentant le Colosse (1790).

## Hypothèses sur l'emplacement
L'emplacement précis de la statue du colosse est à ce jour inconnu, et fait l'objet de divers hypothèses historiques :    
Son emplacement est traditionnellement situé sur, ou près de la forteresse Saint-Nicolas à l'entrée du Vieux-Port de Rhodes (ville), avec une fonction de « porte d'entrée monumentale ».
L'hypothèse d'une statue aux jambes écartées, apparue à la Renaissance, permettant aux bateaux de passer sous elle est à ce jour[Quand ?] techniquement abandonnée[réf. nécessaire].
Un phare est construit en 1863 au sommet du donjon de la forteresse Saint-Nicolas (Rhodes), sur l'emplacement présumé du Colosse de Rhodes.

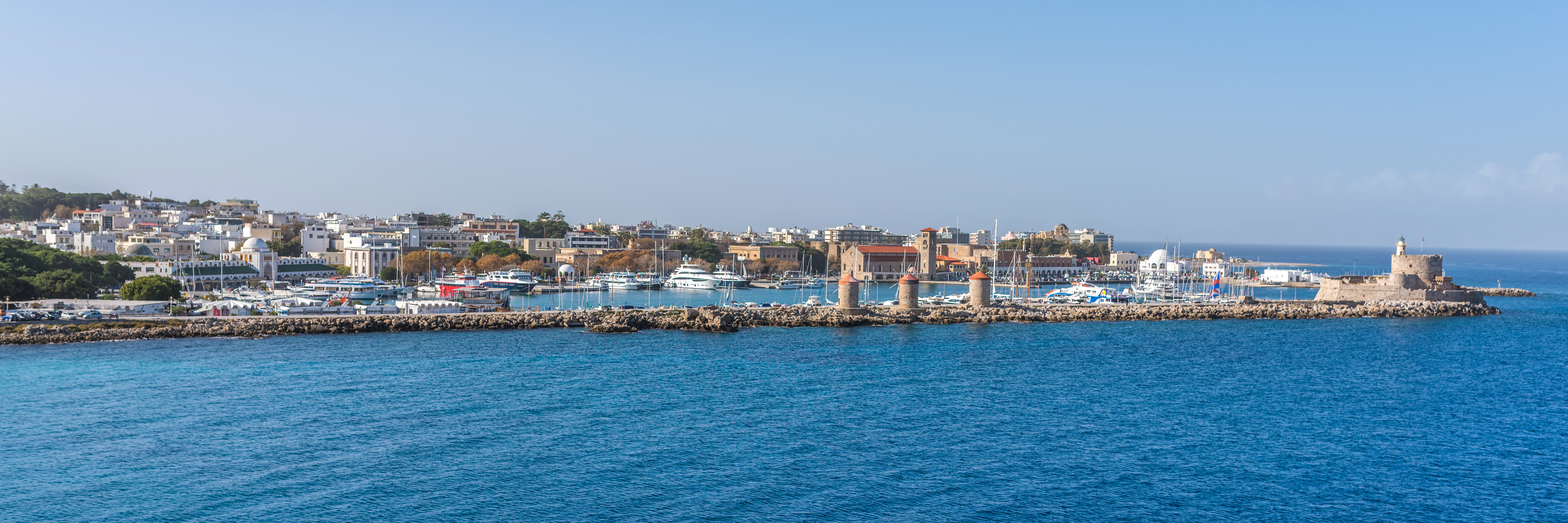
Vue panoramique du vieux port Mandraki de Rhodes (ville) et de sa forteresse Saint-Nicolas (à droite).
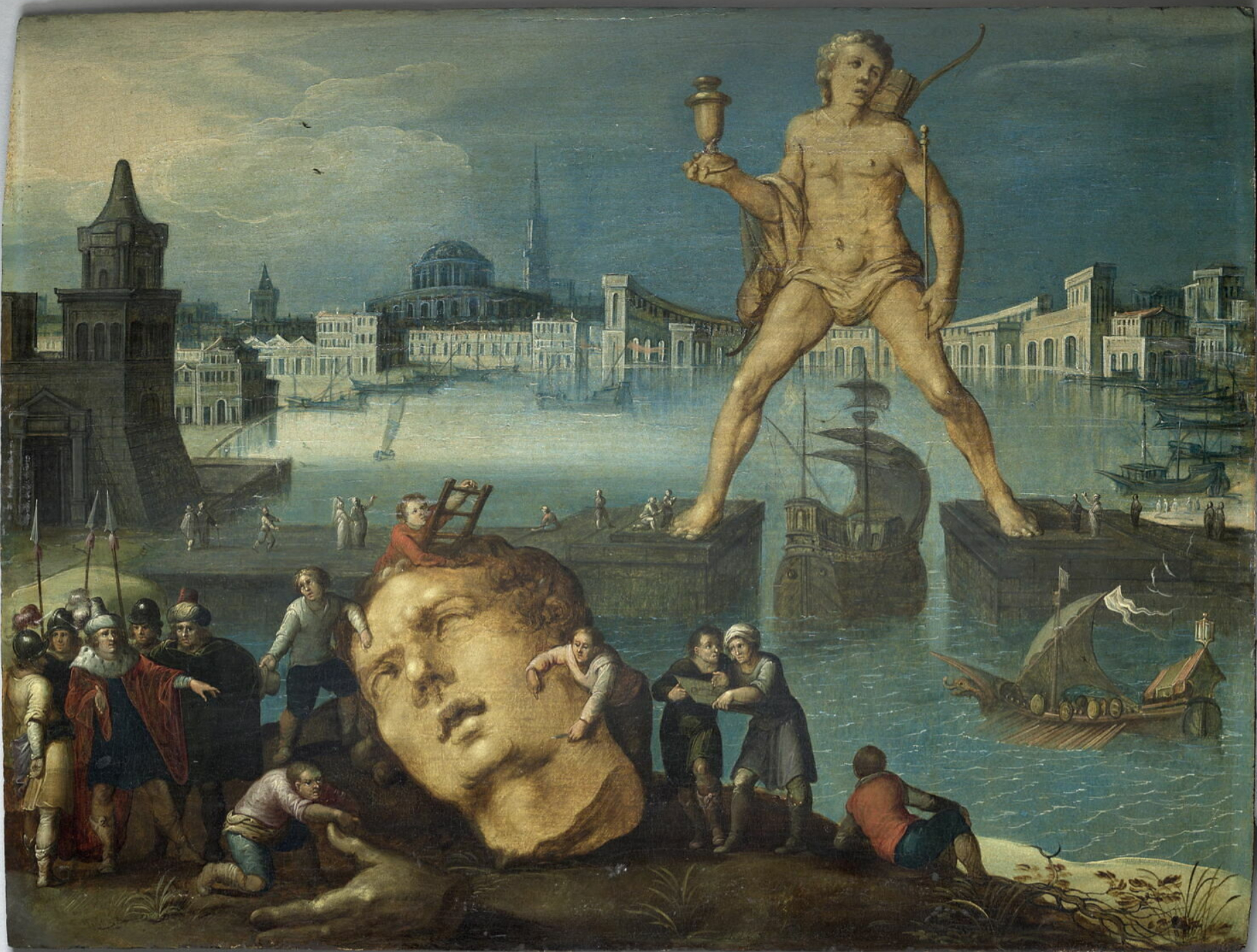
Vue d'artiste du colosse de Rhodes, de Louis de Caullery, musée du Louvre.
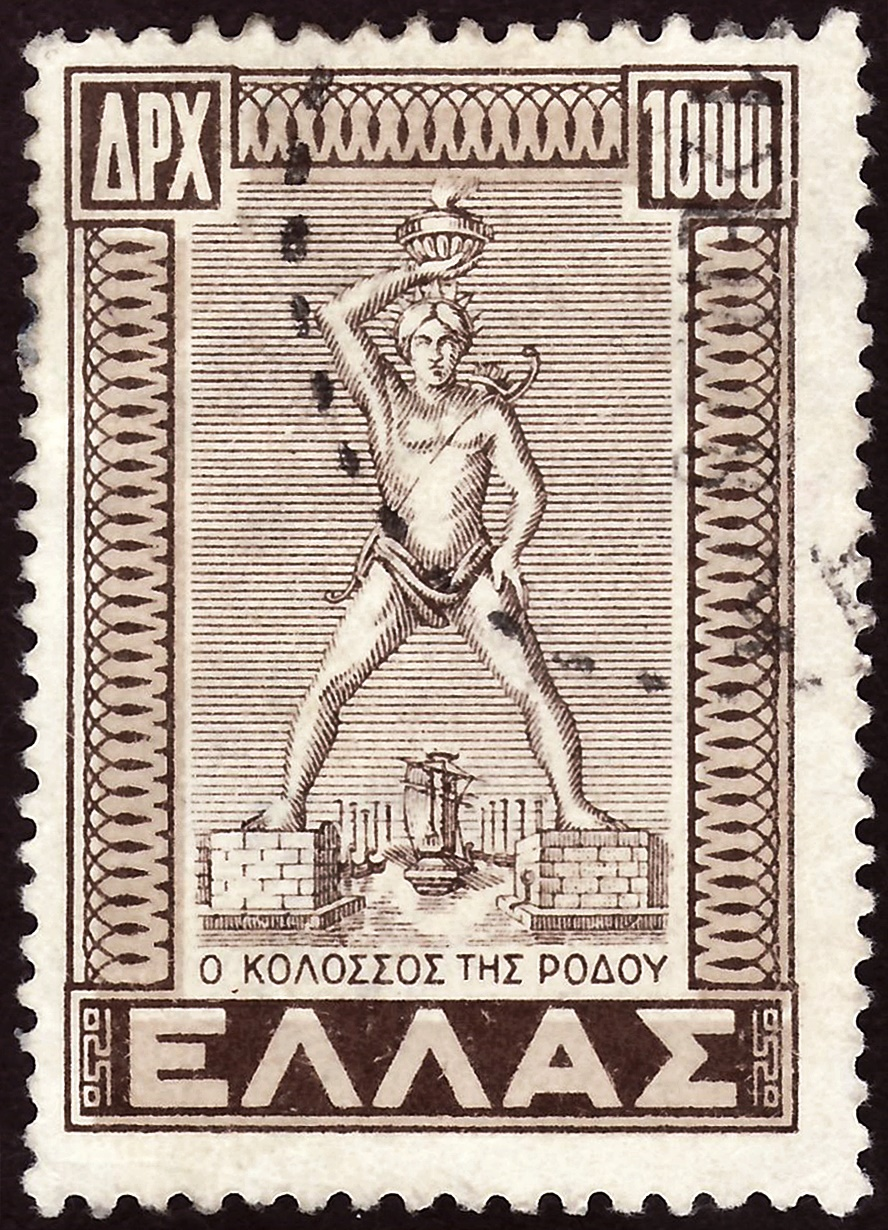
Timbre de Grèce (1947).

- Une hypothèse suggère que la statue ait pu être construite sur les hauteurs de l'île (ou en contrebas de l'acropole de Rhodes), surplombant tout l'archipel et donnant ainsi une majesté particulière à Hélios en conférant à sa statue une dimension surhumaine.
- Une autre hypothèse, défendue entre autres par l'architecte et archéologue allemand Wolfram Hoepfner (en), place le colosse de Rhodes à l’entrée de l’autre port de Rhodes : le port militaire. Selon Hoepfner le colosse de Rhodes figure un « Hélios saluant » de la main droite.

## Influence
La plupart des vues d'artiste représentent le colosse portant la couronne radiée, symbole d'Hélios, le dieu du Soleil dans l'Antiquité gréco-romaine.

### Art architectural
Malgré la courte existence du Colosse de Rhodes, l'idée d'une gigantesque statue de métal à l'entrée d'une ville est demeurée vivace dans les mémoires, et a inspiré notamment la statue de la Liberté de Bartholdi (1886),,. 

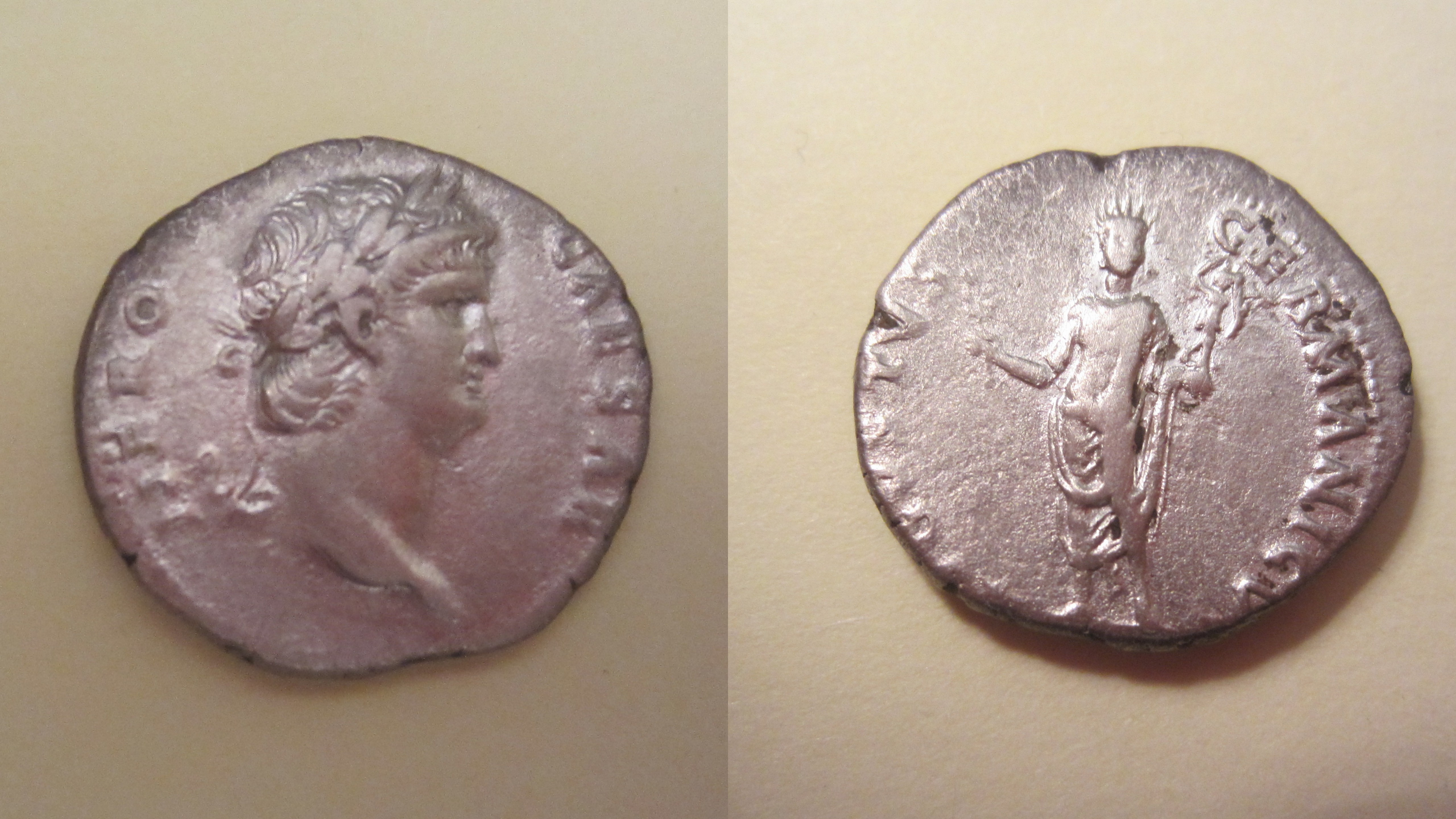
Colosse de Néron, du denier Néron (vers 64)
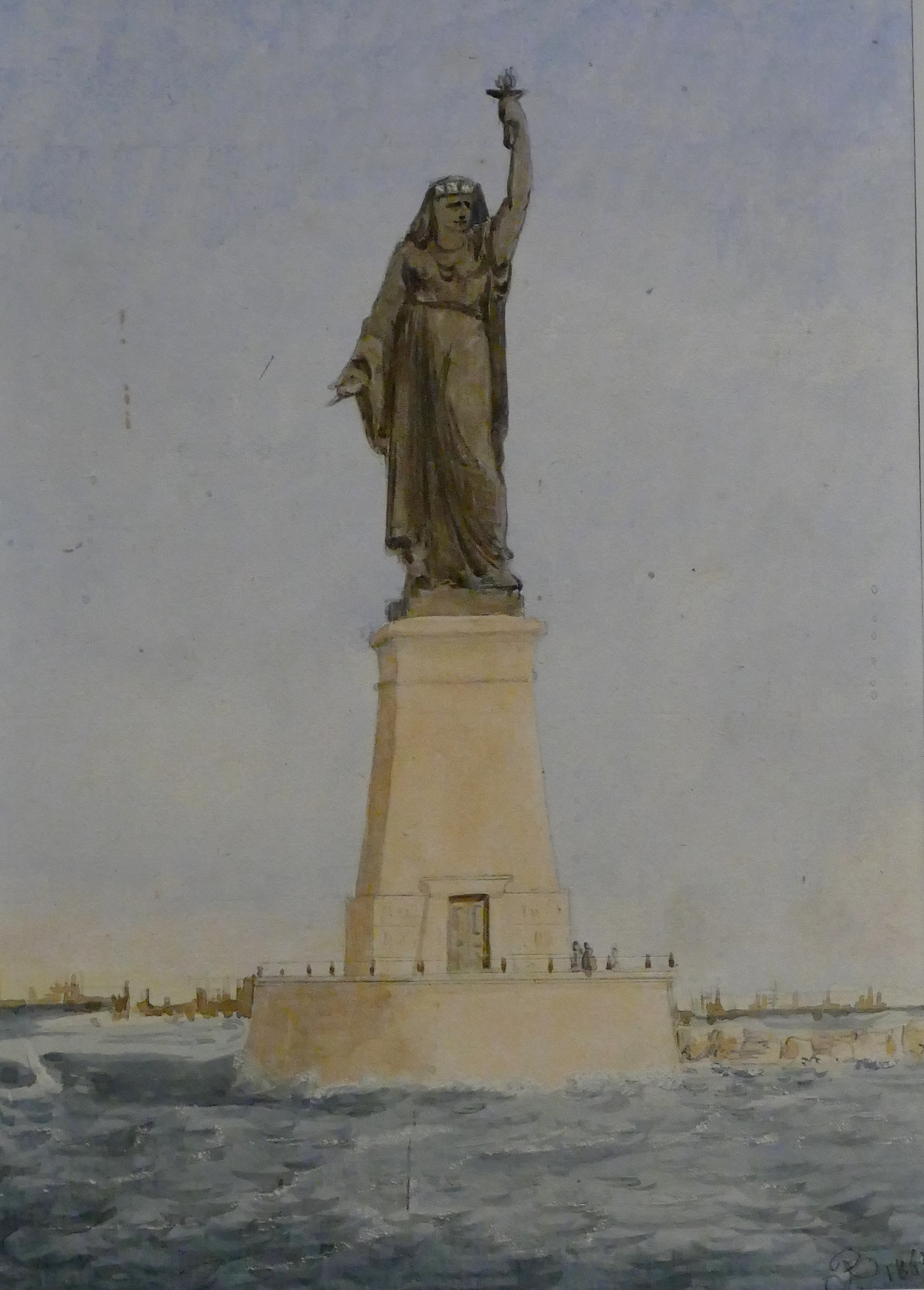
Projet de Bartholdi pour le canal de Suez (1869).
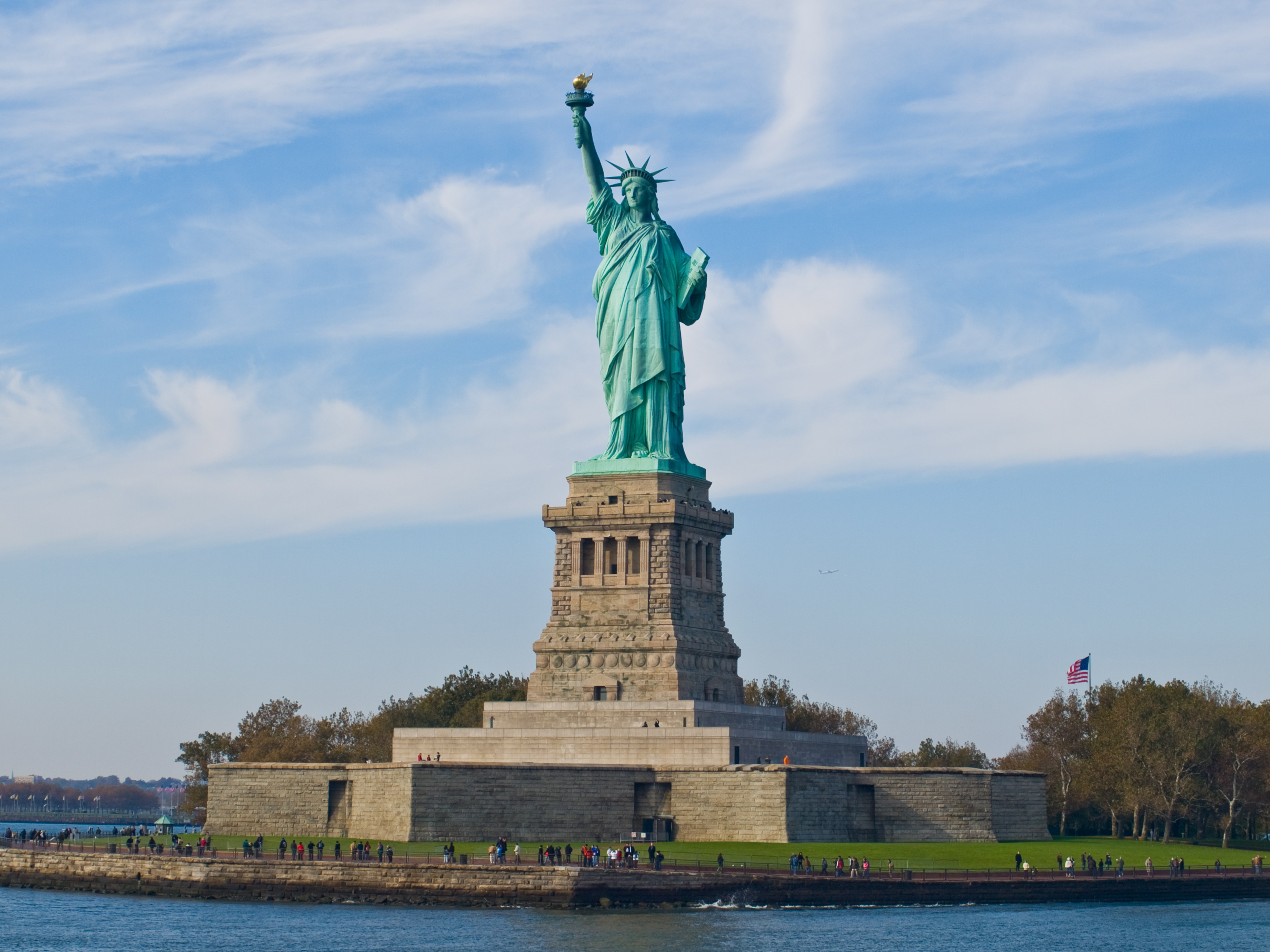
La statue de la Liberté de New York (1886) avec sa couronne radiée.

### Peinture
- XIXe siècle : Le Colosse de Rhodes, gravure ukiyo-e d'Utagawa Kuniteru, époque d'Edo
- 1954 : Le Colosse de Rhodes, de Salvador Dalí

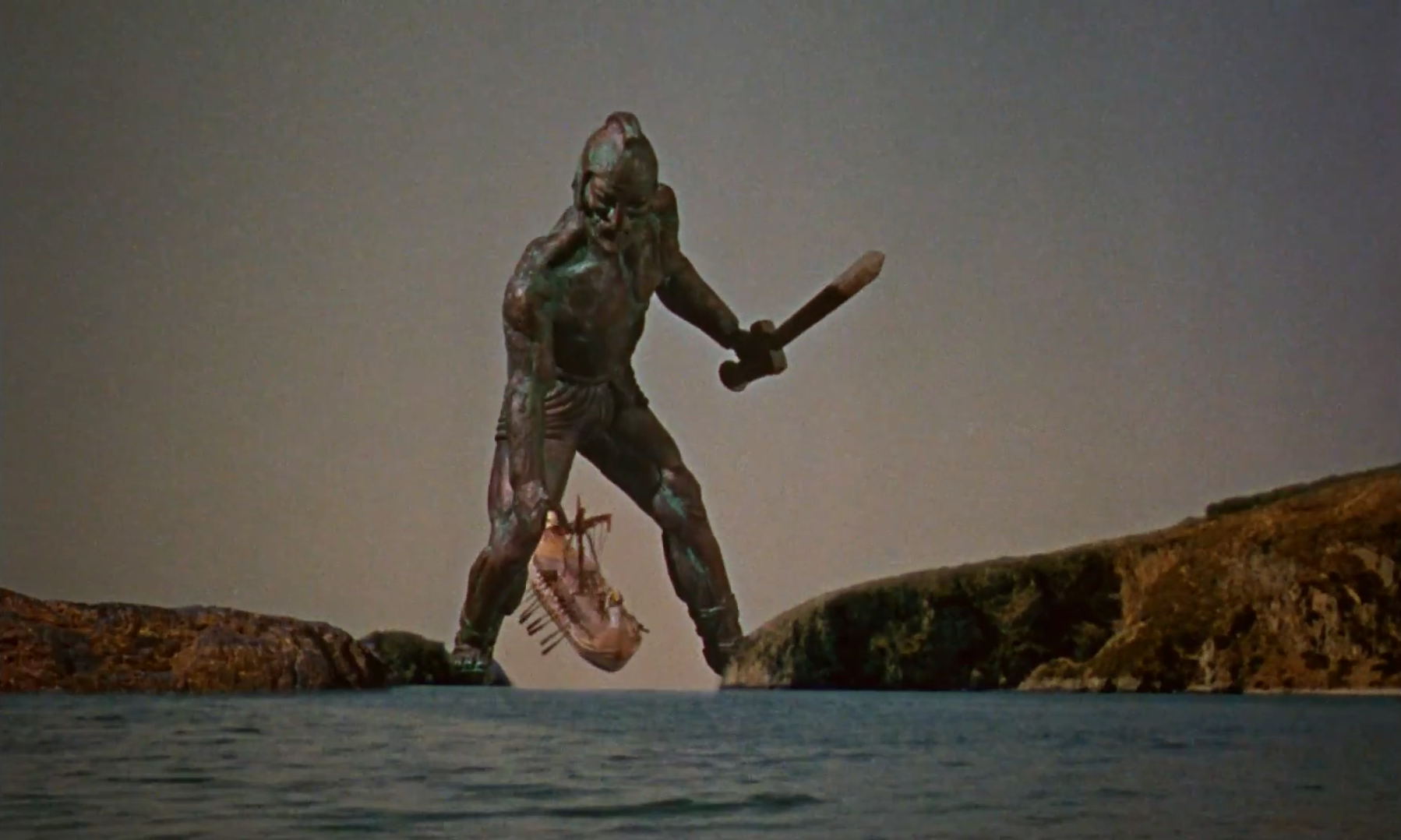
Jason et les Argonautes (1963).

### Cinéma
- 1961 : Le Colosse de Rhodes, péplum de Sergio Leone, avec Lea Massari et Georges Marchal.
- 1963 : Jason et les Argonautes, de Don Chaffey, une énorme statue en bronze de Talos poursuit Jason qui s'enfuit dans son navire. Ce faisant, Talos enjambe l'entrée du « lagon » ou port naturel où se trouvent Jason et ses Argonautes, allusion directe au Colosse, selon Ray Harryhausen, créateur des effets spéciaux de ce film.

### Littérature et bande dessinée
- 1864 : Voyage au centre de la Terre, de Jules Verne, cité par l'auteur.
- 1956 : Alix l'intrépide, bande dessinée de Jacques Martin.
- 1996 : Le Trône de fer, de George R. R. Martin, probablement inspiré du colosse de Rhodes pour la description de la cité-État de Braavos, où un gigantesque colosse de pierre, le Titan, défend le passage maritime donnant accès à la ville[9].
- 2006 : Mickey Parade Géant (numéro 292, épisode « le colosse s'érode ») Mickey rencontre le colosse qui est réapparu dans la mer.

### Jeux vidéo
- Le colosse de Rhodes :
  - est l'ennemi du premier niveau du jeu vidéo God of War II, sorti en 2007 ;
  - se détruit en tombant sur un Kraken au début du jeu vidéo Titan Quest: Immortal Throne, extension du jeu vidéo Titan Quest ;
  - est l'une des merveilles récurrentes de la série de jeux vidéo Civilization I, II, III, IV, V, VI ;
  - est une merveille du jeu vidéo Rome: Total War permettant d'accroître le trafic commercial maritime dans l'Empire ;
  - est une des merveilles du jeu vidéo Rise of Nations ; la merveille du jeu ne partage cependant pas de ressemblance avec le dieu Hélios.
- Dans le jeu en ligne Grepolis, le joueur peut construire les Sept Merveilles du monde, dont le colosse de Rhodes.
- Il est possible de construire le colosse de Rhodes en tant que monument dans le jeu vidéo Cities XL.
- Dans le jeu de société Seven Wonders, le colosse de Rhodes est l'une des merveilles que l'on peut jouer.
- Dans la version Wii U du jeu Minecraft, un mode de jeu Grèce antique est disponible. Il comporte différents lieux et objets mythologiques dont le colosse de Rhodes.
- Dans le jeu vidéo Age of Mythology, le Colosse est une unité mythique pouvant être recrutée par les Grecs adorateurs du dieu Héphaïstos.
- Dans le jeu vidéo Humankind, le Colosse de Rhodes est l'une des merveilles à construire.